# Armelle Auclair
Pour les articles homonymes, voir Auclair.
Pas d'image ? Cliquez ici

a Compétitions nationales et continentales officielles uniquement.

b Matchs officiels uniquement.
Armelle Auclair, née le 10 juin 1973 dans le 16e arrondissement de Paris et morte le 13 juillet 2002 à Mauléon-Licharre, est une joueuse internationale française de rugby à XV évoluant au poste de deuxième ligne.
Puéricultrice de formation, Armelle Auclair, originaire de Puteaux, en région parisienne, jouait à Saint-Orens où elle était arrivée en 2001, à l'intersaison pour relancer sa carrière. Pour sa première année sous ses nouvelles couleurs, elle avait disputé, le 5 mai 2002, la finale du championnat de France à Tyrosse, perdue 10 à 3 par le club haut-garonnais face à Caen.

## Biographie
Armelle Auclair naît le 10 juin 1973 dans le 16e arrondissement de Paris.
Formée au rugby à XV à Puteaux, elle rejoint ensuite le club de Saint-Orens Rugby lors de l'été 2001, elle joue au poste de deuxième ligne disputant le championnat de France. Avec son club, elle est finaliste du championnat de France 2001-2002, s'inclinant contre Caen.
Armelle Auclair a été sélectionnée à neuf reprises en équipe de France. Elle a contribué au Grand Chelem de l'équipe de France en 2002, à la troisième place obtenue lors de la Coupe du monde 2002. 
Elle meurt tragiquement le 13 juillet 2002 à Mauléon-Licharre à seulement vingt-neuf ans en étant écrasée par un camion.
En hommage, la finale des clubs de troisième division féminine (désormais disparue) et le championnat féminin 1re Division Elite 2 (équivalent de la deuxième division) portent son nom.